# Flers (Somma)
Flers – miejscowość i gmina we Francji, w regionie Hauts-de-France, w departamencie Somma.
Według danych na 2011 gminę zamieszkiwały 174 osoby, a gęstość zaludnienia wynosiła 28 osób/km² (wśród 2293 gmin Pikardii Flers plasuje się na 815. miejscu pod względem liczby ludności, natomiast pod względem powierzchni na 756. miejscu).